# Мар-біті-апла-уцур
Мар-біті-апла-уцур (д/н — 979 до н. е.) — цар Вавилона близько 984—979 років до н. е., цар Аншану і Суз близько 990 рокудо н.е. Ім'я перекладається як «Мар-біті, захисти спадкоємця». Єдиний представник Еламітської (VII Вавилонської) династії.

## Життєпис
Про нього обмаль відомостей. Мав еламітське коріння. Разом з тим ім'я цього правителя аккадське. Ймовірно був напівамореєм-напівеламітом. Під час захоплення влади в Еламі Караіндашем місцеві правителі стали фактично самостійними, а Елам розпався на частини. Між 1005 і 990 роками до н.е. повалив Караіндаша, захопивши владу. Десь до середини 980-х років до н.е. зумів поширити владу на весь Елам.
984/983 року до н.е повалив царя Шірікті-Шукамуна і захопив трон, але очно невідомо за яких обставин це сталося. Попри його походження, він, на думку частини дослідників, не розглядався як іноземець, напевне, повністю вавилонізувався.
Відомий насамперед з 4 бронзових наконечників для стріл, де записане його ім'я. Висувається версія, що помер або загинув під час нового вторгнення арамеїв до Вавилонії. Новим царем в Вавилоні став Набу-мукін-аплі, а Еламі спадкоємець Мар-біті-апла-уцура, ім'я якого не відомо, протримався до 970 року до н.е., коли внаслідок боротьби місцевої знаті Елам знову не розпався. Відновлення державності відбулося вже в Новоеламський період за Хумбан-тахраха